# Regulärer Wert
Reguläre Werte und reguläre Punkte sind Objekte aus der Differentialgeometrie. Reguläre Punkte werden unter anderem in der Definition einer Submersion verwendet, wichtige Eigenschaften von regulären Werten folgen aus dem Satz vom regulären Wert beziehungsweise dem Satz von Sard.

## Definition
Angenommen {\displaystyle M} und {\displaystyle N} seien glatte Mannigfaltigkeiten und {\displaystyle f\colon M\rightarrow N} eine {\displaystyle r}-mal differenzierbare Abbildung. Ein Punkt {\displaystyle n\in N} heißt regulärer Wert von {\displaystyle f}, falls für jedes {\displaystyle m\in f^{-1}(n)} das Differential {\displaystyle D_{m}f} surjektiv ist.
Trivialerweise ist also auch jeder Punkt von {\displaystyle N}, der nicht im Bild von {\displaystyle f} liegt, ein regulärer Wert.
Ein Punkt {\displaystyle m}, für den {\displaystyle D_{m}f} surjektiv ist, wird regulärer Punkt genannt. Ist das Differential {\displaystyle D_{m}f} nicht surjektiv, so spricht man von einem kritischen Punkt, beim Bildpunkt {\displaystyle f(m)} von einem kritischen Wert.